# Börninghausen
Börninghausen ist ein Stadtteil der Stadt Preußisch Oldendorf  im Kreis Minden-Lübbecke in Nordrhein-Westfalen.

## Lage

Karte von Börninghausen

Börninghausen ist mit etwa 2.200 Einwohnern der Hauptort des Eggetals, einem Gebirgstal im Wiehengebirge und bildet hier ein lokales Unterzentrum, denn hier befinden sich zentral unter anderem Kindergarten, Kirche sowie Freiwillige Feuerwehr. Im Talgrund gelegen, liegt der Ortskern (Bezug: Kirche St. Ulricus) 84 m ü. NN. Nordöstlich des Ortes liegt der Limberg, auf dem sich die Burg Limberg befindet.

## Grenze
Der heutige Stadtteil Börninghausen ist gebietsidentisch mit der ehemaligen Gemeinde Börninghausen, wie sie bis 1973 bestand. Eigentümlicherweise orientiert sich der Grenzverlauf nur teilweise an den natürlichen Gegebenheiten. Nur im Süden verläuft die Grenze gegen Rödinghausen im Zuge des Gebirgskammes des Wiehengebirges. Im Norden hingegen scheint der Höhenzug „Egge“ für die Grenze nur ein grober Anhalt zu sein: so gehören sowohl kleinere Gebiete des Eggetals nicht mehr zu Bönringhausen bzw. auch Gebiete nördlich des Limbergs dann wieder doch dazu. Und dabei geht es nicht einmal um die groteske Grenze gegen Büscherheide, das in Niedersachsen liegt: Im Nordosten liegen einige Häuser diesseits der Landesgrenze und der Wiehenturm  auf dem Gebiet des benachbarten Stadtteils Harlinghausen, obschon diese vom Landschaftsbild und der Selbstzuordnung der der Bewohnerschaft eindeutig zu Börninghausen zu rechnen sind. Nördlich des Limbergs wiederum liegen zwei Wohnhäuser (an der Straße Zum Limberg), die zwar formal zu Börninghausen gehören, aber mit deren Nachbarn praktisch eher zu Offelten zu rechnen sind. Ganz im Südosten liegen dann größere Waldgebiete im Wiehengebirge östlich des Durchbruchs der Großen Aue auf dem Gebiet Börninghausens.

## Geschichte
Vor über 1.000 Jahren wurde Börninghausen erstmals urkundlich erwähnt: Am 15. August 993 wurde Börninghausen als Brunnenhuson bezeichnet – der deutsche König Otto III. nahm das von dem Mindener Bischof Milo von Minden gegründete Kloster auf dem Wittekindsberg bei Minden in seinen Schutz und bestätigte die Gründung des Klosters urkundlich. Um den Lebensunterhalt des Klosters zu sichern, schenkte dieser Bischof dem Kloster auch Güter und Höfe in Börninghausen.
Börninghausen und Eininghausen waren bis zur Franzosenzeit zwei Bauerschaften der Vogtei Bünde im Amt Limberg der Grafschaft Ravensberg. Von 1807 bis 1810 gehörten die beiden Ort zum Kanton Oldendorf des napoleonischen Satellitenstaats Königreich Westphalen. Von 1811 bis 1813 gehörten Börninghausen und Eininghausen unmittelbar zu Frankreich und bildeten dort die Mairie Börninghausen im Arrondissement Minden des Departements der Oberen Ems. 1816 kamen Börninghausen und Eininghausen zum neuen Kreis Rahden, aus dem 1832 der Kreis Lübbecke wurde. Im Kreis Lübbecke bildeten beide Orte die Gemeinde Börninghausen, die somit den Großteils des westfälischen Eggetals umfasste.  Von 1843 bis 1890 bildete die Gemeinde das Amt Börninghausen, das aber in Personalunion vom Amt Preußisch Oldendorf verwaltet wurde. Seit 1890 gehörte die Gemeinde Börninghausen dem Amt Preußisch Oldendorf an.
Mit dem Bielefeld-Gesetz wurde Börninghausen am 1. Januar 1973 ein Stadtteil Preußisch Oldendorfs.

### Einwohnerentwicklung
| Jahr | Einwohner | Quellen |
| ---- | --------- | ------- |
| 1885 | 1266      | [ 7 ]   |
| 1925 | 1611      | [ 7 ]   |
| 1933 | 1677      | [ 7 ]   |
| 1939 | 1710      | [ 7 ]   |
| 1961 | 2141      | [ 6 ]   |
| 1970 | 2217      | [ 6 ]   |
| 1972 | 2170      | [ 8 ]   |
| 2007 | 2184      | [ 9 ]   |

Börninghausen hat eine eigene evangelische Kirchengemeinde, zu der neben den genannten Ortschaften auch das niedersächsische Büscherheide gehört. Die St. Ulricus-Kirche wurde im 13. Jahrhundert erbaut und enthält bemerkenswerte gotische Wandmalereien.

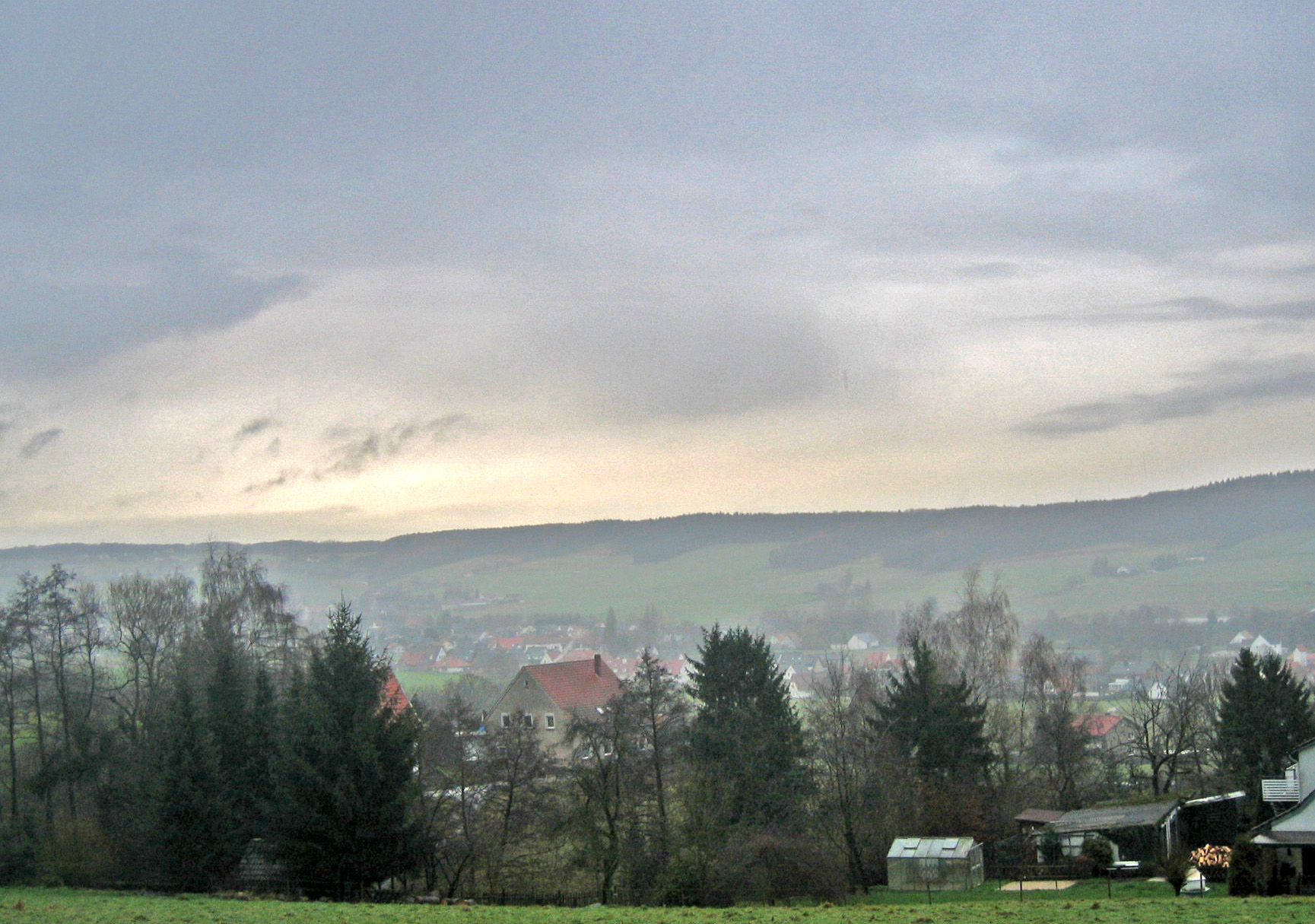
Börninghausen von Südosten, im Hintergrund die Egge
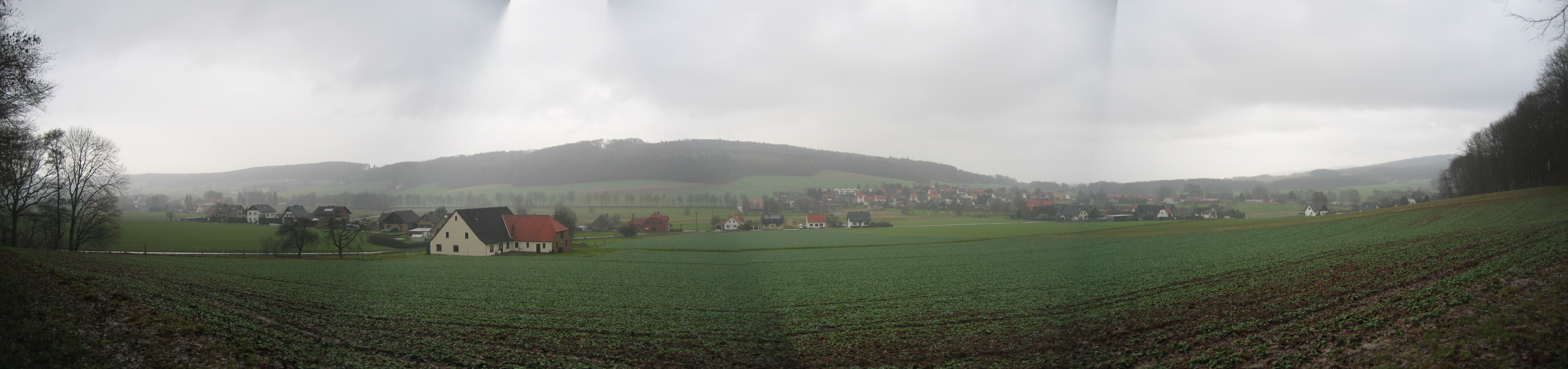
Der Börninghauser Ortsteil Masch liegt unterhalb des Limbergs am Ausgang des Eggetals
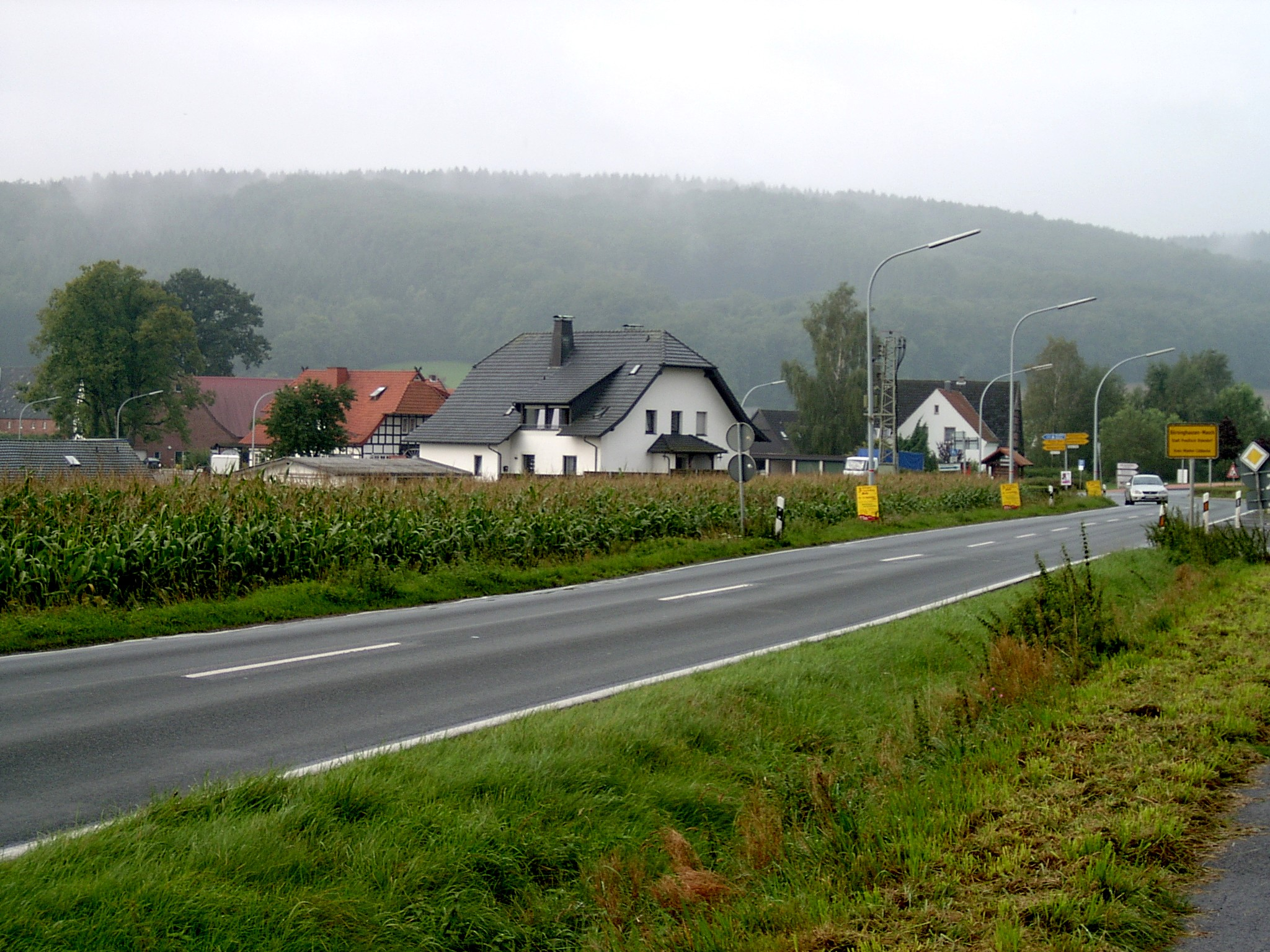
Blick auf Börninghausen-Masch

## Verkehr und Wirtschaft
Mit dem Bedarfshaltepunkt „Mesch Neue Mühle“ an die Eisenbahnstrecke Bünde – Rahden ist Börninghausen an das deutsche Eisenbahnnetz angebunden. Der Haltepunkt liegt auf der Grenze zu Rödinghausen.
Durch den Ort führt die L 557 von Bad Holzhausen über Bünde nach Bielefeld.
Aufgrund der im Altkreis Lübbecke einzigartigen topografischen Lage, spielt der Tourismus eine überdurchschnittliche Rolle.

## Tourismus
Börninghausen ist ein staatlich anerkannter Luftkurort.

## Kirchengemeinde

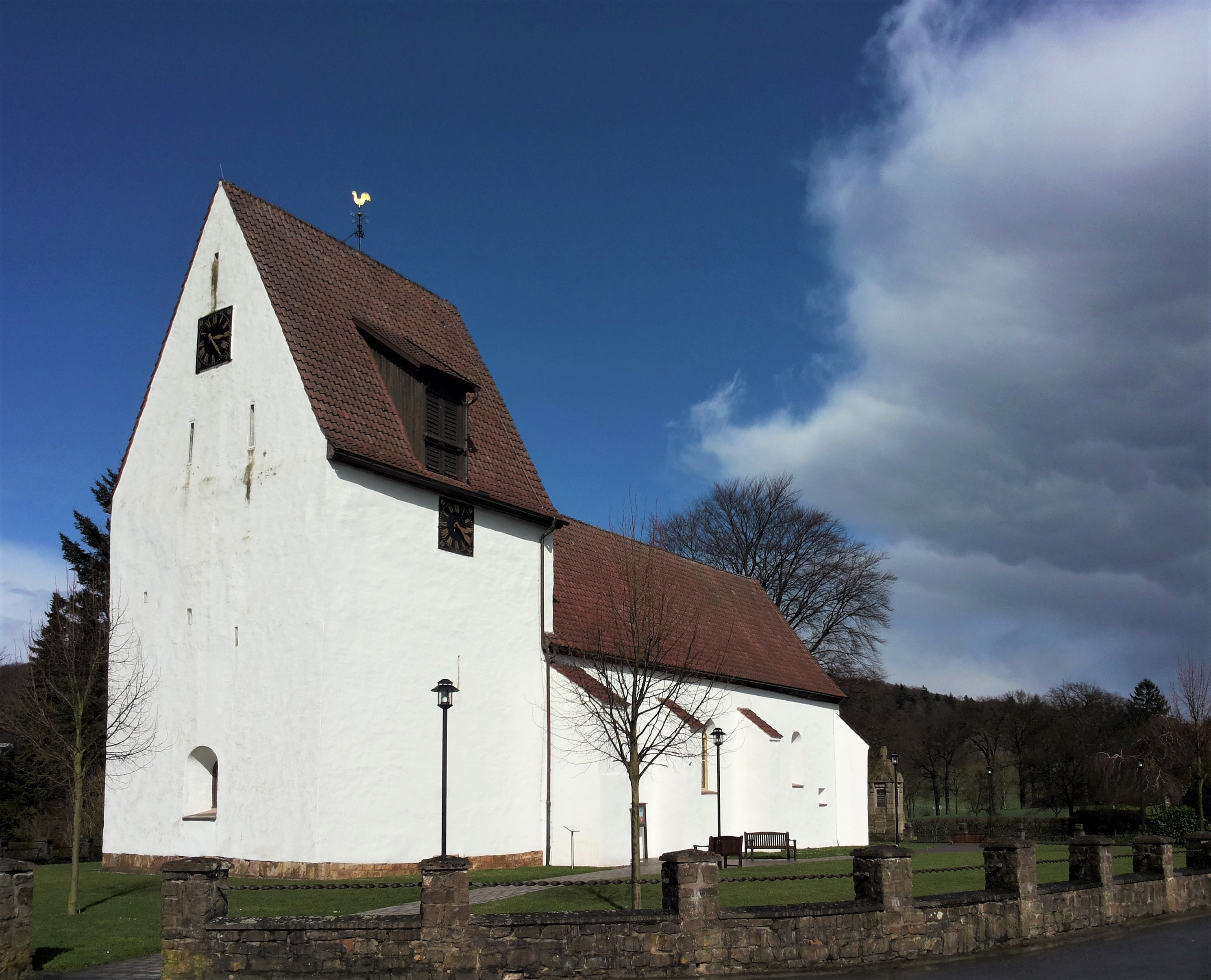
Die St. Ulricus-Kirche

Die evangelisch-lutherische Kirchengemeinde Börninghausen umfasst neben Börninghausen auch das niedersächsische Büscherheide.
- Größe: 11,06 km²
- Gemeindemitgliederzahl: 1765